# Ana-Iulia Dascăl
Ana-Iulia Dascăl, född 12 september 2002, är en rumänsk simmare.
Dascăl tävlade för Rumänien vid olympiska sommarspelen 2016 i Rio de Janeiro, där hon blev utslagen i försöksheatet på 100 meter frisim.